# Ливерани, Фабио
Фа́био Ливера́ни (итал. Fabio Liverani; род. 29 апреля 1976, Рим) — итальянский футболист, полузащитник; тренер.

## Карьера
Фабио Ливерани родился в семье итальянца и женщины из Сомали.

### Игровая

#### Клубная
Он начал карьеру в молодёжном составе клуба «Палермо». Затем играл за молодёжь «Кальяри». Профессиональную карьеру Ливерани начал в клубе Серии С1 «Ночерина», за который провёл два матча. Затем он перешёл в «Витербезе», выступавший в Серии С2. Летом 2000 года Ливерани перешёл в «Перуджу». Сыграв всего несколько игр в составе команды, Ливерани получил вызов в сборную Италии.

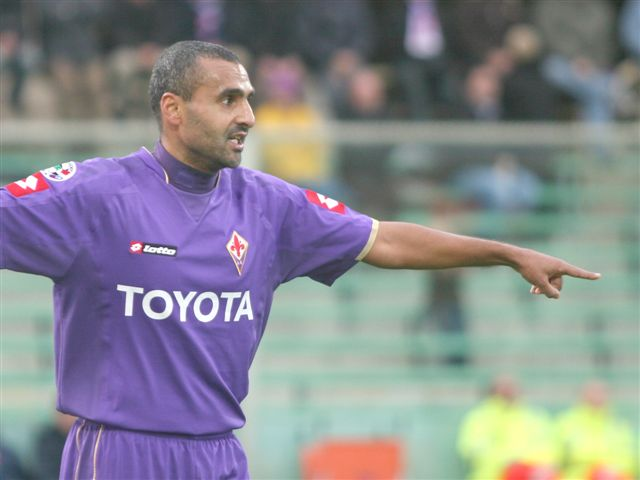
Ливерани в составе «Фиорентины»

В начале следующего сезона, спустя только 3 сыгранных матча, Ливерани был куплен клубом «Лацио», заплатившим 25 млрд лир и отдавшим 50 % прав на Эмануеле Берреттони. Контракт был подписан на 5 лет с выплатой 1,8 млрд лир в первый день и последующим повышением, вплоть до 4,5 млрд лир в последний, 5-й год контракта. Договор Ливерани подписал, несмотря на то, что он в детстве болел за главного соперника «Лацио», «Рому». Свой первый мяч за «Лацио» Ливерани забил в ворота «Ювентуса». Всего за «лациале» Фабио провёл 5 сезонов, сыграв в 166 матчах и забив 10 голов. Он выиграл с командой Кубок Италии в 2004 году.
Летом 2006 года в статусе свободного агента Ливерани покинул «Лацио» и перешёл в «Фиорентину». Он провёл в составе «фиалок» 2 сезона, во втором из которых его клуб занял 4 место в чемпионате Италии, что дало клубу возможность участвовать в матчах Лиги чемпионов. 28 мая 2008 года Ливерани сказал, что покидает «Фиорентину» из-за того, что клуб и футболист не нашли общий язык при обсуждении продления договора.
30 мая 2008 года Ливерани подписал 3-летний контракт с клубом «Палермо» с ежегодной заработной платой в 850 тыс. евро. Ливерани перешёл в «Палермо», а не в «Удинезе», который также предлагал контракт благодаря настойчивости президента клуба, Дзампарини, желавшего видеть Ливерани в составе своей команды и сделать его её капитаном. Ливерани провёл первый сезон в «Палермо» в целом удачно, однако концовка его вышла скомканной из-за травмы мениска и крестообразных связок, полученной 17 мая 2009 года в матче с «Лацио». Летом 2009 года было объявлено, что капитаном команды станет Фабрицио Микколи, а Ливерани будет вице-капитаном клуба. В июле 2010 года Ливерани объявил, что завершит карьеру через 2 года. В марте 2011 года Ливерани объявил, что покинет «Палермо» по окончании сезона.
30 августа 2011 года подписал двухлетний контракт с швейцарским клубом «Лугано».

#### Международная
Ливерани дебютировал в составе национальной команды 25 апреля 2001 года в матче с ЮАР. Всего он сыграл за «Скуадру Адзурру» 3 матча, последний — в сборной, руководимой Роберто Донадони, в 2006 году против Хорватии.

### Тренерская
7 июня 2013 года президент «Дженоа» Энрико Прециози объявил, что главным тренером команды в сезоне 2013/14 будет Фабио Ливерани. 20 июля 2013 года Ливерани был представлен в качестве нового главного тренера «rossoblù». Контракт подписан на 2 года.
8 декабря 2014 года назначен главным тренером английского клуба «Лейтон Ориент». Контракт подписан на 2,5 года. Сменил на этом посту Мауро Миланезе.
6 марта 2017 года назначен главным тренером клуба Серии B «Тернана». Контракт подписан до 30 июня 2017 года.
17 сентября 2017 года назначен главным тренером клуба Серии C «Лечче». Контракт подписан на 2 года. 19 августа 2020 года отправлен в отставку. Под руководством Ливерани «Лечче» попеременно прошёл Серию C 2017/18, Серию B 2018/19, Серию A 2019/20 и вернулся в Серию B 2020/21.
28 августа 2020 года назначен главным тренером «Пармы». Контракт подписан до 30 июня 2022 года. 7 января 2021 года, через день после поражения «Пармы» в гостевом матче 16-го тура Серии A 2020/21 против «Аталанты», проигранного 0:3, уволен со своего поста.
11 февраля 2024 года назначен главным тренером аутсайдера Серии A «Салернитаны».

## Достижения
Командные
- Обладатель Кубка Италии: 2003/04

Личные
- Обладатель трофея «Серебряная скамья»: 2018/19[26]

## Личная жизнь
Ливерани женат. Супруга — Федерика. У пары двое детей, Маттиа и Лукреция, которая родилась 27 февраля 2009 года.